# Apogonia xanthosoma
Apogonia xanthosoma är en skalbaggsart som beskrevs av Kobayashi 2009. Apogonia xanthosoma ingår i släktet Apogonia och familjen Melolonthidae. Inga underarter finns listade i Catalogue of Life.